# Losion
Losion je tekući pripravak namijenjen za pranje, njegu i zaštitu kože. Manje je viskozan od kreme pa se lakše razmazuje, a često i brže upija.
Prema namjeni losioni mogu biti:
- omekšavajući losioni (emolijenti) – omekšavaju i vlaže kožu
- adstrigentni losioni – sužavaju ili zatvaraju kožne pore i sprječavaju izlučivanje loja te sprječavaju razmazivanje šminke na masnoj koži
- losioni za čišćenje – upotrebljavaju se za uklanjanje laganije šminke i čišćenje kože
- višeslojni losioni – sastoje se od dvaju ili više slojeva (ulje – voda ili ulje – prašak), a protresanjem prije uporabe postaju mliječni losioni ili suspenzije
- mliječni losioni – po svojstvima su između losiona i krema; nazivaju se još i toaletna mlijeka, hranjivi losioni
- losioni za kosu – koriste se za masiranje vlasišta radi uklanjanja prhuti te stimulaciju rasta kose
- losioni za sunčanje – sadrže fotozaštitne tvari.
- losioni pri brijanju (prije i nakon brijanja) – izrađeni su na bazi alkohola uz dodatak antiseptika i adstrigensa

Glavni sastojci losiona su: voda, humektanti (lecitin, propilen glikol, sorbitol ili hijaluronska kiselina), alkohol, emolijentne tvari (bazna ulja, vazelin, lanolin i limetikon), puferi (za regulaciju kiselosti), uguščivaći, mirisi, bojila,  emulgatori, konzervansi i izbjeljivači (vitamin C).